# Lucile Desmoulins
Anne-Lucile-Philippe Desmoulins, rozená Laridon-Duplessis, (18. ledna 1770, Paříž – 13. dubna 1794 tamtéž) byla manželka francouzského revolucionáře Camille Desmoulinse, popravená stejně jako její muž během jakobínské hrůzovlády.

## Životopis
Anne-Lucile-Philippe Laridon-Duplessis byla dcerou Claude-Etienne Laridon-Duplessis a Anne-Françoise-Marie Boisdeveix. Její bohatí rodiče ze střední třídy byli vlastenci a revolucionáři a ve svém domě přijímali mimo jiné Robespierra, Brissota, Dantona a Desmoulinse. Robespierre se ucházel o Lucile, ale ta dala přednost Desmoulinsovi.
Ačkoli její otec zpočátku se sňatkem nesouhlasil, svatba se nakonec konala 29. prosince 1790. Na svatbě v kostele sv. Sulpicia byli mezi svědky Robespierre, Brissot a Pétion de Villeneuve. Z manželství vzešel syn Horace Camille Desmoulins (1792 – 1825 na Haiti), který byl jedním z prvních Francouzů, jejichž narození bylo zapsáno na nově zřízeném občanském matričním úřadě. Robespierre byl jeho kmotrem.
Před popravou svého manžela 5. dubna 1794 napsala Lucile Desmoulins Robespierrovi žádost o milost, ve které se odvolávala na jejich přátelství. Během popravy oslovila lid a vyzvala k povstání proti režimu. Jako organizátorka spiknutí s generálem Dillonem za osvobození jejího manžela a vzpouru v pařížských věznicích byla obviněna z přípravy povstání, odsouzena k trestu smrti a 13. dubna 1794 gilotinována. Ke svému rozsudku prohlásila: „Pošlete mě za manželem.“

## Odkaz v kultuře
Georg Büchner z ní udělal hrdinku svého dramatu Dantonova smrt.
Lucile Desmoulins hraje klíčovou roli také v románu Hilary Mantelové Brothers.
V roce 1978 byl natočen televizní film La passion de Camille et Lucile Desmoulins s Claudem Jade a Bernardem Alanem v hlavních rolích.